# (25220) 1998 TQ6
1998 تي كيو 6 (ويعرف أيضًا باسم (25220) 1998 تي كيو 6 وفق تسمية الكوكب الصغير) (بالإنجليزية: 1998 TQ6)‏ هو كويكب ضمن حزام الكويكبات؛ وترتيبه 25220 من حيث الاكتشاف.
اكتُشف هذا الجُرم الفلكي بواسطة جون بروفتون في 15 أكتوبر 1998.

## وصلات خارجية
- (25220) 1998 TQ6 في قاعدة بيانات مختبر الدفع النفاث لأجرام النظام الشمسي الصغيرة

- الاكتشاف · مخطط المدار ·  العناصر المدارية · المعلمات المادية

- (25220) 1998 TQ6 على موقع ويكي سكاي: DSS2, SDSS, GALEX, IRAS, Hydrogen α, X-Ray, Astrophoto, Sky Map, Articles and images